# Interlands Kameroens voetbalelftal 2010-2019
Deze pagina toont een chronologisch en gedetailleerd overzicht van de interlands die het Kameroens voetbalelftal speelt en heeft gespeeld in de periode 2010 – 2019.

## Interlands

### 2010
|                                                                |                 |       |                                                           | |
| 9 januari Vriendschappelijk № 452 «onderlinge duels» 15:00 uur | Kenia           | 1 – 3 | Kameroen                                                  | Moi International Sports Centre, Nairobi Toeschouwers: 5.000 Scheidsrechter: Caleb Amwayi Sikobe (KEN) |
| 9 januari Vriendschappelijk № 452 «onderlinge duels» 15:00 uur | James Situma 9' |       | 35' Pierre Webó 56' Achille Emana 58' Mohammadou Idrissou | Moi International Sports Centre, Nairobi Toeschouwers: 5.000 Scheidsrechter: Caleb Amwayi Sikobe (KEN) |

| Afrikaans kampioenschap voetbal 2010 |
| ------------------------------------ |

|                                                                               |          |                   |       |                                                                                          |
| 13 januari Afrikaans kampioenschap Groep D № 453 «onderlinge duels» 17:00 uur | Kameroen | 0 – 1             | Gabon | Estádio Alto da Chela, Lubango Toeschouwers: 15.000 Scheidsrechter: Daniel Bennett (RSA) |
| 13 januari Afrikaans kampioenschap Groep D № 453 «onderlinge duels» 17:00 uur |          | 17' Daniel Cousin |       | Estádio Alto da Chela, Lubango Toeschouwers: 15.000 Scheidsrechter: Daniel Bennett (RSA) |

|                                                                               |                                                           |       |                                           |                                                                                            |
| 17 januari Afrikaans kampioenschap Groep D № 454 «onderlinge duels» 18:30 uur | Kameroen                                                  | 3 – 2 | Zambia                                    | Estádio Alto da Chela, Lubango Toeschouwers: 15.000 Scheidsrechter: Khalil Al-Ghamdi (KSA) |
| 17 januari Afrikaans kampioenschap Groep D № 454 «onderlinge duels» 18:30 uur | Geremi Njitap 68' Samuel Eto'o 72' Mohamadou Idrissou 86' |       | 8' Jacob Mulenga 81' (pen.) Chris Katongo | Estádio Alto da Chela, Lubango Toeschouwers: 15.000 Scheidsrechter: Khalil Al-Ghamdi (KSA) |

|                                                                               |                                     |       |                                               |                                                                                           |
| 21 januari Afrikaans kampioenschap Groep D № 455 «onderlinge duels» 17:00 uur | Kameroen                            | 2 – 2 | Tunesië                                       | Estádio Alto da Chela, Lubango Toeschouwers: 19.000 Scheidsrechter: Noumandiez Doué (CIV) |
| 21 januari Afrikaans kampioenschap Groep D № 455 «onderlinge duels» 17:00 uur | Samuel Eto'o 47' Landry N'Guémo 64' |       | 1' Amine Chermiti 63' (e.d.) Aurélien Chedjou | Estádio Alto da Chela, Lubango Toeschouwers: 19.000 Scheidsrechter: Noumandiez Doué (CIV) |

|                                                                                   |                                                    |              |                   |                                                                                              |
| 25 januari Afrikaans kampioenschap Kwartfinale № 456 «onderlinge duels» 16:00 uur | Egypte                                             | 3 – 1 (n.v.) | Kameroen          | Estádio Nacional de Ombaka, Benguela Toeschouwers: 12.000 Scheidsrechter: Jerome Damon (RSA) |
| 25 januari Afrikaans kampioenschap Kwartfinale № 456 «onderlinge duels» 16:00 uur | Ahmed Hassan 37' Mohamed Nagy 92' Ahmed Hassan 94' |              | 26' Achille Emaná | Estádio Nacional de Ombaka, Benguela Toeschouwers: 12.000 Scheidsrechter: Jerome Damon (RSA) |

|                                                              |          |       |        |                                                                                |
| 3 maart Vriendschappelijk № 457 «onderlinge duels» 20:50 uur | Kameroen | 0 – 0 | Italië | Stade Louis II, Monaco Toeschouwers: 10.752 Scheidsrechter: Said Ennjimi (FRA) |
| 3 maart Vriendschappelijk № 457 «onderlinge duels» 20:50 uur |          |       |        | Stade Louis II, Monaco Toeschouwers: 10.752 Scheidsrechter: Said Ennjimi (FRA) |

|  |  |  |  |  |  |  |  |  |

|                                                             |         |       |          |                                                                                    |
| 25 mei Vriendschappelijk № 458 «onderlinge duels» 18:30 uur | Georgië | 0 – 0 | Kameroen | Dolomitenstadion, Lienz Toeschouwers: 3.500 Scheidsrechter: Bernhard Brugger (AUT) |
| 25 mei Vriendschappelijk № 458 «onderlinge duels» 18:30 uur |         |       |          | Dolomitenstadion, Lienz Toeschouwers: 3.500 Scheidsrechter: Bernhard Brugger (AUT) |

|                                                             |                  |       |                |                                                                                 |
| 29 mei Vriendschappelijk № 459 «onderlinge duels» 16:00 uur | Slowakije        | 1 – 1 | Kameroen       | Hypo-Arena, Klagenfurt Toeschouwers: 8.000 Scheidsrechter: Harald Lechner (AUT) |
| 29 mei Vriendschappelijk № 459 «onderlinge duels» 16:00 uur | Kamil Kopúnek 5' |       | 82' Eyong Enoh | Hypo-Arena, Klagenfurt Toeschouwers: 8.000 Scheidsrechter: Harald Lechner (AUT) |

|                                                             |                                              |       |                 |                                                                                        |
| 1 juni Vriendschappelijk № 460 «onderlinge duels» 20:30 uur | Portugal                                     | 3 – 1 | Kameroen        | Complexo Desportivo, Covilhã Toeschouwers: 12.000 Scheidsrechter: Michael Weiner (GER) |
| 1 juni Vriendschappelijk № 460 «onderlinge duels» 20:30 uur | Raúl Meireles 32' Raúl Meireles 47' Nani 81' |       | 69' Pierre Webó | Complexo Desportivo, Covilhã Toeschouwers: 12.000 Scheidsrechter: Michael Weiner (GER) |

|                                                             |                                                                                  |       |                                                        |                                                                                      |
| 5 juni Vriendschappelijk № 461 «onderlinge duels» 20:30 uur | Servië                                                                           | 4 – 3 | Kameroen                                               | Partizanstadion, Belgrado Toeschouwers: 3.000 Scheidsrechter: Leontios Trattou (CYP) |
| 5 juni Vriendschappelijk № 461 «onderlinge duels» 20:30 uur | Miloš Krasić 16' Dejan Stanković 25' Nenad Milijaš 44' (pen.) Marko Pantelić 45' |       | 5' Pierre Webó 20' Pierre Webó 67' Maxim Choupo-Moting | Partizanstadion, Belgrado Toeschouwers: 3.000 Scheidsrechter: Leontios Trattou (CYP) |

| Wereldkampioenschap voetbal 2010 |
| -------------------------------- |

|                                                            |                   |       |          |                                                                                               |
| 14 juni WK 2010 Groep E № 462 «onderlinge duels» 16:00 uur | Japan             | 1 – 0 | Kameroen | Vrystaatstadion, Bloemfontein Toeschouwers: 30.620 Scheidsrechter: Olegário Benquerença (POR) |
| 14 juni WK 2010 Groep E № 462 «onderlinge duels» 16:00 uur | Keisuke Honda 39' |       |          | Vrystaatstadion, Bloemfontein Toeschouwers: 30.620 Scheidsrechter: Olegário Benquerença (POR) |

|                                                            |                  |       |                                           |                                                                                             |
| 19 juni WK 2010 Groep E № 463 «onderlinge duels» 20:30 uur | Kameroen         | 1 – 2 | Denemarken                                | Loftus Versfeldstadion, Pretoria Toeschouwers: 38.704 Scheidsrechter: Jorge Larrionda (URU) |
| 19 juni WK 2010 Groep E № 463 «onderlinge duels» 20:30 uur | Samuel Eto'o 10' |       | 33' Nicklas Bendtner 61' Dennis Rommedahl | Loftus Versfeldstadion, Pretoria Toeschouwers: 38.704 Scheidsrechter: Jorge Larrionda (URU) |

|                                                            |                         |       |                                              |                                                                                  |
| 24 juni WK 2010 Groep E № 464 «onderlinge duels» 20:30 uur | Kameroen                | 1 – 2 | Nederland                                    | Groenpuntstadion, Kaapstad Toeschouwers: 63.093 Scheidsrechter: Pablo Pozo (CHI) |
| 24 juni WK 2010 Groep E № 464 «onderlinge duels» 20:30 uur | Samuel Eto'o 65' (pen.) |       | 36' Robin van Persie 83' Klaas-Jan Huntelaar | Groenpuntstadion, Kaapstad Toeschouwers: 63.093 Scheidsrechter: Pablo Pozo (CHI) |

|  |  |  |  |  |  |  |  |  |

|                                                                  |       |                                                         |          |                                                                                         |
| 11 augustus Vriendschappelijk № 465 «onderlinge duels» 20:30 uur | Polen | 0 – 3                                                   | Kameroen | Florian Krygierstadion, Szczecin Toeschouwers: 17.000 Scheidsrechter: Tony Asumaa (FIN) |
| 11 augustus Vriendschappelijk № 465 «onderlinge duels» 20:30 uur |       | 30' Samuel Eto'o 53' Samuel Eto'o 85' Vincent Aboubakar |          | Florian Krygierstadion, Szczecin Toeschouwers: 17.000 Scheidsrechter: Tony Asumaa (FIN) |

|                                                                             |                         |       |                                                                       |                                                                             |
| 4 september Kwalificatie AK 2012 Groep E № 466 «onderlinge duels» 15:45 uur | Mauritius               | 1 – 3 | Kameroen                                                              | Stade Anjalay, Mapou Toeschouwers: 2.500 Scheidsrechter: Jerome Damon (RSA) |
| 4 september Kwalificatie AK 2012 Groep E № 466 «onderlinge duels» 15:45 uur | Jonathan Bru 45' (pen.) |       | 39' Samuel Eto'o 47' Samuel Eto'o 63' (pen.) Eric Maxim Choupo-Moting | Stade Anjalay, Mapou Toeschouwers: 2.500 Scheidsrechter: Jerome Damon (RSA) |

|                                                                           |                     |       |                |                                                                                     |
| 9 oktober Kwalificatie AK 2012 Groep E № 467 «onderlinge duels» 15:30 uur | Kameroen            | 1 – 1 | Congo-Kinshasa | Roumdé Adjiastadion, Garoua Toeschouwers: 35.000 Scheidsrechter: Eddy Maillet (SEY) |
| 9 oktober Kwalificatie AK 2012 Groep E № 467 «onderlinge duels» 15:30 uur | Miala Nkulukuta 54' |       | 37' Yves Diba  | Roumdé Adjiastadion, Garoua Toeschouwers: 35.000 Scheidsrechter: Eddy Maillet (SEY) |

### 2011
|                                                                 |           |                   |          |                                                                                     |
| 9 februari Vriendschappelijk № 468 «onderlinge duels» 17:30 uur | Macedonië | 0 – 1             | Kameroen | Philip II Arena, Skopje Toeschouwers: 3.000 Scheidsrechter: Jovan Kaluđerović (MNE) |
| 9 februari Vriendschappelijk № 468 «onderlinge duels» 17:30 uur |           | 75' Matthew Mbuta |          | Philip II Arena, Skopje Toeschouwers: 3.000 Scheidsrechter: Jovan Kaluđerović (MNE) |

|                                                                          |              |       |          |                                                                                             |
| 26 maart Kwalificatie AK 2012 Groep E № 469 «onderlinge duels» 18:00 uur | Senegal      | 1 – 0 | Kameroen | Stade Léopold Sédar Senghor, Dakar Toeschouwers: 80.000 Scheidsrechter: Yosr Saadalah (TUN) |
| 26 maart Kwalificatie AK 2012 Groep E № 469 «onderlinge duels» 18:00 uur | Demba Ba 90' |       |          | Stade Léopold Sédar Senghor, Dakar Toeschouwers: 80.000 Scheidsrechter: Yosr Saadalah (TUN) |

|                                                                        |          |       |         |                                                                                       |
| 4 juni Kwalificatie AK 2012 Groep E № 470 «onderlinge duels» 18:00 uur | Kameroen | 0 – 0 | Senegal | Roumdé Adjiastadion, Garoua Toeschouwers: 45.000 Scheidsrechter: Helder Martins (ANG) |
| 4 juni Kwalificatie AK 2012 Groep E № 470 «onderlinge duels» 18:00 uur |          |       |         | Roumdé Adjiastadion, Garoua Toeschouwers: 45.000 Scheidsrechter: Helder Martins (ANG) |

|                                                             |         |       |          |                                                                                     |
| 7 juni Vriendschappelijk № 471 «onderlinge duels» 19:30 uur | Rusland | 0 – 0 | Kameroen | Red Bull Arena, Salzburg Toeschouwers: 3.000 Scheidsrechter: Thomas Einwaller (AUT) |
| 7 juni Vriendschappelijk № 471 «onderlinge duels» 19:30 uur |         |       |          | Red Bull Arena, Salzburg Toeschouwers: 3.000 Scheidsrechter: Thomas Einwaller (AUT) |

|                                                                             | |       |           |                                                                                             |
| 3 september Kwalificatie AK 2012 Groep E № 472 «onderlinge duels» 15:00 uur | Kameroen                                                                                              | 5 – 0 | Mauritius | Stade Ahmadou-Ahidjo, Yaoundé Toeschouwers: 15.000 Scheidsrechter: Aboubacar Bangoura (GUI) |
| 3 september Kwalificatie AK 2012 Groep E № 472 «onderlinge duels» 15:00 uur | Léonard Kweuke 46' Matthew Mbuta 63' Samuel Eto'o 67' Landry N'Guémo 72' Eric Maxim Choupo-Moting 90' |       |           | Stade Ahmadou-Ahidjo, Yaoundé Toeschouwers: 15.000 Scheidsrechter: Aboubacar Bangoura (GUI) |

|                                                                           |                                    |       |                                                            |                                                                                            |
| 7 oktober Kwalificatie AK 2012 Groep E № 473 «onderlinge duels» 15:30 uur | Congo-Kinshasa                     | 2 – 3 | Kameroen                                                   | Stade des Martyrs, Kinshasa Toeschouwers: 20.000 Scheidsrechter: Khalid Abdel Rahman (SUD) |
| 7 oktober Kwalificatie AK 2012 Groep E № 473 «onderlinge duels» 15:30 uur | Dioko Kaluyituka 11' Déo Kanda 40' |       | 18' Samuel Eto'o 75' Matthew Mbuta 79' Maxim Choupo-Moting | Stade des Martyrs, Kinshasa Toeschouwers: 20.000 Scheidsrechter: Khalid Abdel Rahman (SUD) |

|                                                                 |                          |       |                    |                                                      |
| 11 oktober Vriendschappelijk № 474 «onderlinge duels» 16:00 uur | Equatoriaal-Guinea       | 1 – 1 | Kameroen           | Nuevo Estadio de Malabo, Malabo Toeschouwers: 20.000 |
| 11 oktober Vriendschappelijk № 474 «onderlinge duels» 16:00 uur | Viera Ellong Doualla 31' |       | 13' Léonard Kweuke | Nuevo Estadio de Malabo, Malabo Toeschouwers: 20.000 |

|                                                                  |                                                   |       |                          |                                                    |
| 11 november Vriendschappelijk № 475 «onderlinge duels» 17:30 uur | Kameroen                                          | 3 – 1 | Soedan                   | Stade de Marrakech, Marrakech Toeschouwers: 10.000 |
| 11 november Vriendschappelijk № 475 «onderlinge duels» 17:30 uur | Eyong Enoh 32' Benoît Angbwa 35' Samuel Eto'o 82' |       | 74' (pen.) Mohamed Tahir | Stade de Marrakech, Marrakech Toeschouwers: 10.000 |

|                                                                  |                      |       |                  |                                                                                         |
| 13 november Vriendschappelijk № 476 «onderlinge duels» 17:45 uur | Marokko              | 1 – 1 | Kameroen         | Stade de Marrakech, Marrakech Toeschouwers: 20.000 Scheidsrechter: Mokhtar Amalou (ALG) |
| 13 november Vriendschappelijk № 476 «onderlinge duels» 17:45 uur | Nordin Amrabat 90+3' |       | 73' Samuel Eto'o | Stade de Marrakech, Marrakech Toeschouwers: 20.000 Scheidsrechter: Mokhtar Amalou (ALG) |

### 2012
|                                                                                  |               |                              |          |                                                                      |
| 29 februari Kwalificatie AK 2013 Eerste ronde № 477 «onderlinge duels» 16:30 uur | Guinee-Bissau | 0 – 1                        | Kameroen | Nacional 24 de Setembro, Bissau Scheidsrechter: Bakary Gassama (GAM) |
| 29 februari Kwalificatie AK 2013 Eerste ronde № 477 «onderlinge duels» 16:30 uur |               | 87' Eric Maxim Choupo-Moting |          | Nacional 24 de Setembro, Bissau Scheidsrechter: Bakary Gassama (GAM) |

|                                                             |                                                    |       |                          |                              |
| 20 mei Vriendschappelijk № 478 «onderlinge duels» 18:30 uur | Egypte                                             | 2 – 1 | Kameroen                 | Al-Merreikhstadion, Omdurman |
| 20 mei Vriendschappelijk № 478 «onderlinge duels» 18:30 uur | Ahmed Elmohamady 41' Mohamed Abou-Trika 80' (pen.) |       | 75' (pen.) Ebanga Bertin | Al-Merreikhstadion, Omdurman |

|                                                             |                  |       |                                                                 |                                      |
| 26 mei Vriendschappelijk № 479 «onderlinge duels» 18:00 uur | Guinee           | 1 – 2 | Kameroen                                                        | Stade Armand Micheletti, Amanvillers |
| 26 mei Vriendschappelijk № 479 «onderlinge duels» 18:00 uur | Sadio Diallo 35' |       | 4' Eric Maxim Choupo-Moting 36' (pen.) Eric Maxim Choupo-Moting | Stade Armand Micheletti, Amanvillers |

|                                                                        |                                     |       |                |                                                                                         |
| 2 juni Kwalificatie WK 2014 Groep I № 480 «onderlinge duels» 15:30 uur | Kameroen                            | 1 – 0 | Congo-Kinshasa | Stade Ahmadou-Ahidjo, Yaoundé Toeschouwers: 10.000 Scheidsrechter: Daniel Bennett (RSA) |
| 2 juni Kwalificatie WK 2014 Groep I № 480 «onderlinge duels» 15:30 uur | Eric Maxim Choupo-Moting 54' (pen.) |       |                | Stade Ahmadou-Ahidjo, Yaoundé Toeschouwers: 10.000 Scheidsrechter: Daniel Bennett (RSA) |

|                                                                         |                                  |       |                              |                                                                                  |
| 10 juni Kwalificatie WK 2014 Groep I № 481 «onderlinge duels» 17:00 uur | Libië                            | 2 – 1 | Kameroen                     | Stade Taïeb M'hiri, Sfax Toeschouwers: 1.000 Scheidsrechter: Mensur Maeruf (ERI) |
| 10 juni Kwalificatie WK 2014 Groep I № 481 «onderlinge duels» 17:00 uur | Ahmed Zuway 6' Hamad Ahniash 90' |       | 15' Eric Maxim Choupo-Moting | Stade Taïeb M'hiri, Sfax Toeschouwers: 1.000 Scheidsrechter: Mensur Maeruf (ERI) |

|                                                                              |                        |       |               |                                                                        |
| 16 juni Kwalificatie AK 2013 Eerste ronde № 482 «onderlinge duels» 15:30 uur | Kameroen               | 1 – 0 | Guinee-Bissau | Stade Ahmadou-Ahidjo, Yaoundé Scheidsrechter: Aboubacar Bangoura (GUI) |
| 16 juni Kwalificatie AK 2013 Eerste ronde № 482 «onderlinge duels» 15:30 uur | Benjamin Moukandjo 77' |       |               | Stade Ahmadou-Ahidjo, Yaoundé Scheidsrechter: Aboubacar Bangoura (GUI) |

|                                                                                  |                                       |       |          |                                                                                        |
| 8 september Kwalificatie AK 2013 Tweede ronde № 483 «onderlinge duels» 16:00 uur | Kaapverdië                            | 2 – 0 | Kameroen | Estádio da Várzea, Praia Toeschouwers: 10.000 Scheidsrechter: Eric Otogo-Castane (GAB) |
| 8 september Kwalificatie AK 2013 Tweede ronde № 483 «onderlinge duels» 16:00 uur | David Mendes da Silva 16' Djaniny 61' |       |          | Estádio da Várzea, Praia Toeschouwers: 10.000 Scheidsrechter: Eric Otogo-Castane (GAB) |

|                                                                                 |                                        |       |                  |                                                                                        |
| 14 oktober Kwalificatie AK 2013 Tweede ronde № 484 «onderlinge duels» 15:00 uur | Kameroen                               | 2 – 1 | Kaapverdië       | Stade Ahmadou-Adhidjo, Yaoundé Toeschouwers: 30.000 Scheidsrechter: Gehad Grisha (EGY) |
| 14 oktober Kwalificatie AK 2013 Tweede ronde № 484 «onderlinge duels» 15:00 uur | Achille Emaná 22' Fabrice Olinga 90+4' |       | 13' Héldon Ramos | Stade Ahmadou-Adhidjo, Yaoundé Toeschouwers: 30.000 Scheidsrechter: Gehad Grisha (EGY) |

|                                                                 |                                                        |       |          |                                                                                                 |
| 16 oktober Vriendschappelijk № 485 «onderlinge duels» 20:00 uur | Colombia                                               | 3 – 0 | Kameroen | Estadio Metropolitano, Barranquilla Toeschouwers: 23.000 Scheidsrechter: Marlon Escalante (VEN) |
| 16 oktober Vriendschappelijk № 485 «onderlinge duels» 20:00 uur | Jackson Martínez 23' Carlos Bacca 61' Dorlan Pabón 81' |       |          | Estadio Metropolitano, Barranquilla Toeschouwers: 23.000 Scheidsrechter: Marlon Escalante (VEN) |

|                                                                  |         |       |          |                                                                                  |
| 14 november Vriendschappelijk № 486 «onderlinge duels» 19:45 uur | Albanië | 0 – 0 | Kameroen | Stade de Genève, Genève Toeschouwers: 4.500 Scheidsrechter: Stephan Studer (SUI) |
| 14 november Vriendschappelijk № 486 «onderlinge duels» 19:45 uur |         |       |          | Stade de Genève, Genève Toeschouwers: 4.500 Scheidsrechter: Stephan Studer (SUI) |

|                                                                  |           |       |          |                                   |
| 16 november Vriendschappelijk № 487 «onderlinge duels» 17:00 uur | Indonesië | 0 – 0 | Kameroen | Gelora Bung Karnostadion, Jakarta |
| 16 november Vriendschappelijk № 487 «onderlinge duels» 17:00 uur |           |       |          | Gelora Bung Karnostadion, Jakarta |

|                                                                  |                 |       |          |                                                                                           |
| 19 december Vriendschappelijk № 488 «onderlinge duels» 18:00 uur | Angola          | 1 – 0 | Kameroen | Estádio Nacional da Tundavala, Lubango Scheidsrechter: Romualdo Do Rosario Baltazar (ANG) |
| 19 december Vriendschappelijk № 488 «onderlinge duels» 18:00 uur | José Mabiná 54' |       |          | Estádio Nacional da Tundavala, Lubango Scheidsrechter: Romualdo Do Rosario Baltazar (ANG) |

### 2013
|                                                                 |                       |       |          |                                                                                                |
| 6 februari Vriendschappelijk № 489 «onderlinge duels» 16:00 uur | Tanzania              | 1 – 0 | Kameroen | Benjamin Mkapastadion, Dar es Salaam Toeschouwers: 40.000 Scheidsrechter: Hudu Munyemana (RWA) |
| 6 februari Vriendschappelijk № 489 «onderlinge duels» 16:00 uur | Mbwana Aly Samata 89' |       |          | Benjamin Mkapastadion, Dar es Salaam Toeschouwers: 40.000 Scheidsrechter: Hudu Munyemana (RWA) |

|                                                                          |                                          |       |               |                                                                                          |
| 23 maart Kwalificatie WK 2014 Groep I № 490 «onderlinge duels» 14:30 uur | Kameroen                                 | 2 – 1 | Togo          | Stade Ahmadou-Ahidjo, Yaoundé Toeschouwers: 30.000 Scheidsrechter: Djamel Haimoudi (ALG) |
| 23 maart Kwalificatie WK 2014 Groep I № 490 «onderlinge duels» 14:30 uur | Samuel Eto'o 42' (pen.) Samuel Eto'o 82' |       | 45' Dové Womé | Stade Ahmadou-Ahidjo, Yaoundé Toeschouwers: 30.000 Scheidsrechter: Djamel Haimoudi (ALG) |

|                                                             |          |       |          |                                                                                       |
| 2 juni Vriendschappelijk № 491 «onderlinge duels» 20:00 uur | Oekraïne | 0 – 0 | Kameroen | NSK Olimpiejsky, Kiev Toeschouwers: 25.000 Scheidsrechter: Vladislav Bezborodov (RUS) |
| 2 juni Vriendschappelijk № 491 «onderlinge duels» 20:00 uur |          |       |          | NSK Olimpiejsky, Kiev Toeschouwers: 25.000 Scheidsrechter: Vladislav Bezborodov (RUS) |

|                                                                        |                                        |       |          |                                                                                         |
| 9 juni Kwalificatie WK 2014 Groep I № 492 «onderlinge duels» 16:30 uur | Togo                                   | 0 – 3 | Kameroen | Stade de Kégué, Lomé Toeschouwers: 20.000 Scheidsrechter: Rajindraparsad Seechurn (MRI) |
| 9 juni Kwalificatie WK 2014 Groep I № 492 «onderlinge duels» 16:30 uur | Komlan Amewou 31' Lalawélé Atakora 71' |       |          | Stade de Kégué, Lomé Toeschouwers: 20.000 Scheidsrechter: Rajindraparsad Seechurn (MRI) |

|                                                                         |                |       |          |                                                                                     |
| 16 juni Kwalificatie WK 2014 Groep I № 493 «onderlinge duels» 15:30 uur | Congo-Kinshasa | 0 – 0 | Kameroen | Stade de Martyrs, Kinshasa Toeschouwers: 80.000 Scheidsrechter: Badara Diatta (SEN) |
| 16 juni Kwalificatie WK 2014 Groep I № 493 «onderlinge duels» 15:30 uur |                |       |          | Stade de Martyrs, Kinshasa Toeschouwers: 80.000 Scheidsrechter: Badara Diatta (SEN) |

|                                                                                |                          |       |       |                                                                  |
| 28 juli Kwalificatie CHAN 2014 Eerste ronde № 494 «onderlinge duels» 16:00 uur | Kameroen                 | 1 – 0 | Gabon | Stade Ahmadou Ahidjo, Yaoundé Scheidsrechter: Idriss Biani (CHA) |
| 28 juli Kwalificatie CHAN 2014 Eerste ronde № 494 «onderlinge duels» 16:00 uur | Jacques Haman 29' (pen.) |       |       | Stade Ahmadou Ahidjo, Yaoundé Scheidsrechter: Idriss Biani (CHA) |

|                                                                                    |                    |                  |          |                                                                                     |
| 10 augustus Kwalificatie CHAN 2014 Eerste ronde № 495 «onderlinge duels» 17:00 uur | Gabon              | 1 – 0 (6–5 n.s.) | Kameroen | Stade Omnisport Président Omar Bongo, Libreville Scheidsrechter: Victor Gomes (RSA) |
| 10 augustus Kwalificatie CHAN 2014 Eerste ronde № 495 «onderlinge duels» 17:00 uur | Samson Mbingui 52' |                  |          | Stade Omnisport Président Omar Bongo, Libreville Scheidsrechter: Victor Gomes (RSA) |

|                                                                                    |          |                   |                |                                                                      |
| 26 augustus Kwalificatie CHAN 2014 Eerste ronde № 496 «onderlinge duels» 15:00 uur | Kameroen | 0 – 1             | Congo-Kinshasa | Stade Roumdé Adjia, Garoua Scheidsrechter: Khalid Abdel Rahman (SUD) |
| 26 augustus Kwalificatie CHAN 2014 Eerste ronde № 496 «onderlinge duels» 15:00 uur |          | 65' Ndombe Mubele |                | Stade Roumdé Adjia, Garoua Scheidsrechter: Khalid Abdel Rahman (SUD) |

|                                                                             |                      |       |       |                                                                                          |
| 8 september Kwalificatie WK 2014 Groep I № 497 «onderlinge duels» 15:30 uur | Kameroen             | 1 – 0 | Libië | Stade Ahmadou-Ahidjo, Yaoundé Toeschouwers: 35.000 Scheidsrechter: Noumandiez Doué (CIV) |
| 8 september Kwalificatie WK 2014 Groep I № 497 «onderlinge duels» 15:30 uur | Aurélien Chedjou 42' |       |       | Stade Ahmadou-Ahidjo, Yaoundé Toeschouwers: 35.000 Scheidsrechter: Noumandiez Doué (CIV) |

|                                                                             |         |       |          |                                                                                     |
| 13 oktober Kwalificatie WK 2014 Play-off № 498 «onderlinge duels» 18:00 uur | Tunesië | 0 – 0 | Kameroen | Olympisch stadion, Radès Toeschouwers: 30.900 Scheidsrechter: Koman Coulibaly (MLI) |
| 13 oktober Kwalificatie WK 2014 Play-off № 498 «onderlinge duels» 18:00 uur |         |       |          | Olympisch stadion, Radès Toeschouwers: 30.900 Scheidsrechter: Koman Coulibaly (MLI) |

|                                                                              |                                                                       |       |                   |                                                                                                  |
| 17 november Kwalificatie WK 2014 Play-off № 499 «onderlinge duels» 15:00 uur | Kameroen                                                              | 4 – 1 | Tunesië           | Stade Ahmadou-Ahidjo, Yaoundé Toeschouwers: 35.570 Scheidsrechter: Rajindraparsad Seechurn (MRI) |
| 17 november Kwalificatie WK 2014 Play-off № 499 «onderlinge duels» 15:00 uur | Pierre Webó 4' Benjamin Moukandjo 30' Jean Makoun 66' Jean Makoun 86' |       | 51' Ahmed Akaïchi | Stade Ahmadou-Ahidjo, Yaoundé Toeschouwers: 35.570 Scheidsrechter: Rajindraparsad Seechurn (MRI) |

### 2014
|                                                              |                                                                                             |       |                       |                                                                                                |
| 5 maart Vriendschappelijk № 500 «onderlinge duels» 20:45 uur | Portugal                                                                                    | 5 – 1 | Kameroen              | Estádio Dr. Magalhães Pessoa, Leiria Toeschouwers: 20.000 Scheidsrechter: Andre Marriner (ENG) |
| 5 maart Vriendschappelijk № 500 «onderlinge duels» 20:45 uur | Cristiano Ronaldo 21' Raúl Meireles 66' Fábio Coentrão 67' Edinho 77' Cristiano Ronaldo 83' |       | 43' Vincent Aboubakar | Estádio Dr. Magalhães Pessoa, Leiria Toeschouwers: 20.000 Scheidsrechter: Andre Marriner (ENG) |

|                                                             |                                              |       |           |                                                                                         |
| 26 mei Vriendschappelijk № 501 «onderlinge duels» 18:00 uur | Kameroen                                     | 2 – 0 | Macedonië | Kufstein Arena, Kufstein Toeschouwers: 1.500 Scheidsrechter: Robert Schörgenhofer (AUT) |
| 26 mei Vriendschappelijk № 501 «onderlinge duels» 18:00 uur | Pierre Webó 52' Eric Maxim Choupo-Moting 84' |       |           | Kufstein Arena, Kufstein Toeschouwers: 1.500 Scheidsrechter: Robert Schörgenhofer (AUT) |

|                                                             |                         |       |                                      |                                                                                          |
| 29 mei Vriendschappelijk № 502 «onderlinge duels» 19:00 uur | Kameroen                | 1 – 2 | Paraguay                             | Kufstein Arena, Kufstein Toeschouwers: 2.000 Scheidsrechter: Manuel Schuttengruber (AUT) |
| 29 mei Vriendschappelijk № 502 «onderlinge duels» 19:00 uur | Maxim Choupo-Moting 74' |       | 3' Óscar Romero 68' Roque Santa Cruz | Kufstein Arena, Kufstein Toeschouwers: 2.000 Scheidsrechter: Manuel Schuttengruber (AUT) |

|                                                             |                                      |       |                                               |                                                                                         |
| 1 juni Vriendschappelijk № 503 «onderlinge duels» 20:30 uur | Duitsland                            | 2 – 2 | Kameroen                                      | Borussia-Park, Mönchengladbach Toeschouwers: 41.250 Scheidsrechter: Damir Skomina (SLO) |
| 1 juni Vriendschappelijk № 503 «onderlinge duels» 20:30 uur | Thomas Müller 66' André Schürrle 71' |       | 62' Samuel Eto'o 78' Eric Maxim Choupo-Moting | Borussia-Park, Mönchengladbach Toeschouwers: 41.250 Scheidsrechter: Damir Skomina (SLO) |

|                                                             |                 |       |          |                                                                                             |
| 7 juni Vriendschappelijk № 504 «onderlinge duels» 15:00 uur | Kameroen        | 1 – 0 | Moldavië | Stade Ahmadou-Ahidjo, Yaoundé Toeschouwers: 45.000 Scheidsrechter: Lazard Tsiba Kamba (COD) |
| 7 juni Vriendschappelijk № 504 «onderlinge duels» 15:00 uur | Edgar Salli 30' |       |          | Stade Ahmadou-Ahidjo, Yaoundé Toeschouwers: 45.000 Scheidsrechter: Lazard Tsiba Kamba (COD) |

| WK voetbal 2014 |
| --------------- |

|                                                            |                   |       |          |                                                                                 |
| 13 juni WK 2014 Groep A № 505 «onderlinge duels» 13:00 uur | Mexico            | 1 – 0 | Kameroen | Arena das Dunas, Natal Toeschouwers: 39.216 Scheidsrechter: Wilmar Roldán (COL) |
| 13 juni WK 2014 Groep A № 505 «onderlinge duels» 13:00 uur | Oribe Peralta 61' |       |          | Arena das Dunas, Natal Toeschouwers: 39.216 Scheidsrechter: Wilmar Roldán (COL) |

|                                                            |          |                                                                         |         |                                                                                 |
| 18 juni WK 2014 Groep A № 506 «onderlinge duels» 18:00 uur | Kameroen | 0 – 4                                                                   | Kroatië | Arena Amazônia, Manaus Toeschouwers: 39.982 Scheidsrechter: Pedro Proença (POR) |
| 18 juni WK 2014 Groep A № 506 «onderlinge duels» 18:00 uur |          | 11' Ivica Olić 48' Ivan Perišić 61' Mario Mandžukić 73' Mario Mandžukić |         | Arena Amazônia, Manaus Toeschouwers: 39.982 Scheidsrechter: Pedro Proença (POR) |

|                                                            |                |       |                                                |                                                                                                  |
| 23 juni WK 2014 Groep A № 507 «onderlinge duels» 17:00 uur | Kameroen       | 1 – 4 | Brazilië                                       | Estádio Nacional de Brasília, Brasilia Toeschouwers: 69.112 Scheidsrechter: Jonas Eriksson (SWE) |
| 23 juni WK 2014 Groep A № 507 «onderlinge duels» 17:00 uur | Joël Matip 26' |       | 17' Neymar 35' Neymar 49' Fred 84' Fernandinho | Estádio Nacional de Brasília, Brasilia Toeschouwers: 69.112 Scheidsrechter: Jonas Eriksson (SWE) |

|  |  |  |  |  |  |  |  |  |

|                                                                             |                |                                         |          |                                                                       |
| 6 september Kwalificatie AK 2015 Groep D № 508 «onderlinge duels» 14:00 uur | Congo-Kinshasa | 0 – 2                                   | Kameroen | Stade TP Mazembe, Lubumbashi Scheidsrechter: Eric Otogo-Castane (GAB) |
| 6 september Kwalificatie AK 2015 Groep D № 508 «onderlinge duels» 14:00 uur |                | 45' Clinton N'Jie 82' Vincent Aboubakar |          | Stade TP Mazembe, Lubumbashi Scheidsrechter: Eric Otogo-Castane (GAB) |

|                                                                              |                                                                                 |       |                |                                                                             |
| 10 september Kwalificatie AK 2015 Groep D № 509 «onderlinge duels» 16:00 uur | Kameroen                                                                        | 4 – 1 | Ivoorkust      | Stade Ahmadou-Ahidjo, Yaoundé Scheidsrechter: Rajindraparsad Seechurn (MRI) |
| 10 september Kwalificatie AK 2015 Groep D № 509 «onderlinge duels» 16:00 uur | Clinton N'Jie 15' Vincent Aboubakar 38' Vincent Aboubakar 54' Clinton N'Jie 76' |       | 25' Yaya Touré | Stade Ahmadou-Ahidjo, Yaoundé Scheidsrechter: Rajindraparsad Seechurn (MRI) |

|                                                                            |              |       |          |                                                                 |
| 11 oktober Kwalificatie AK 2015 Groep D № 510 «onderlinge duels» 15:00 uur | Sierra Leone | 0 – 0 | Kameroen | Stade Ahmadou-Ahidjo, Yaoundé Scheidsrechter: Denis Batte (UGA) |
| 11 oktober Kwalificatie AK 2015 Groep D № 510 «onderlinge duels» 15:00 uur |              |       |          | Stade Ahmadou-Ahidjo, Yaoundé Scheidsrechter: Denis Batte (UGA) |

|                                                                            |                                    |       |              |                                                                        |
| 15 oktober Kwalificatie AK 2015 Groep D № 511 «onderlinge duels» 15:00 uur | Kameroen                           | 2 – 0 | Sierra Leone | Stade Ahmadou-Ahidjo, Yaoundé Scheidsrechter: Thierry Nkurunziza (BRI) |
| 15 oktober Kwalificatie AK 2015 Groep D № 511 «onderlinge duels» 15:00 uur | Léonard Kweuke 2' Stéphane Mbia 7' |       |              | Stade Ahmadou-Ahidjo, Yaoundé Scheidsrechter: Thierry Nkurunziza (BRI) |

|                                                                             |                       |       |                |                                                                  |
| 15 november Kwalificatie AK 2015 Groep D № 512 «onderlinge duels» 15:00 uur | Kameroen              | 1 – 0 | Congo-Kinshasa | Stade Ahmadou-Ahidjo, Yaoundé Scheidsrechter: Joshua Bondo (BOT) |
| 15 november Kwalificatie AK 2015 Groep D № 512 «onderlinge duels» 15:00 uur | Vincent Aboubakar 71' |       |                | Stade Ahmadou-Ahidjo, Yaoundé Scheidsrechter: Joshua Bondo (BOT) |

|                                                                             |           |       |          |                                                                                |
| 19 november Kwalificatie AK 2015 Groep D № 513 «onderlinge duels» 13:00 uur | Ivoorkust | 0 – 0 | Kameroen | Stade Félix-Houphouët-Boigny, Abidjan Scheidsrechter: Bouchaïb El Ahrach (MAR) |
| 19 november Kwalificatie AK 2015 Groep D № 513 «onderlinge duels» 13:00 uur |           |       |          | Stade Félix-Houphouët-Boigny, Abidjan Scheidsrechter: Bouchaïb El Ahrach (MAR) |

### 2015
|                                                                |                    |       |                     |                                                                                                 |
| 7 januari Vriendschappelijk № 514 «onderlinge duels» 14:30 uur | Kameroen           | 1 – 1 | Congo-Kinshasa      | Stade Omnisport Ahmadou Ahidjo, Yaoundé Toeschouwers: 30.000 Scheidsrechter: Yves Roponat (CMR) |
| 7 januari Vriendschappelijk № 514 «onderlinge duels» 14:30 uur | Franck Etoundi 36' |       | 90' Yannick Bolasie | Stade Omnisport Ahmadou Ahidjo, Yaoundé Toeschouwers: 30.000 Scheidsrechter: Yves Roponat (CMR) |

|                                                                 |                      |       |                       |                                                                                       |
| 10 januari Vriendschappelijk № 515 «onderlinge duels» 20:00 uur | Kameroen             | 1 – 1 | Zuid-Afrika           | Stade d'Angondjé, Libreville Toeschouwers: 7.000 Scheidsrechter: Rigobert Ndong (GAB) |
| 10 januari Vriendschappelijk № 515 «onderlinge duels» 20:00 uur | Vincent Aboubakar 7' |       | 76' Sibusiso Vilakazi | Stade d'Angondjé, Libreville Toeschouwers: 7.000 Scheidsrechter: Rigobert Ndong (GAB) |

| Afrikaans kampioenschap voetbal 2015 |
| ------------------------------------ |

|                                                                               |                     |       |                     |                                                                     |
| 20 januari Afrikaans kampioenschap Groep D № 516 «onderlinge duels» 19:00 uur | Mali                | 1 – 1 | Kameroen            | Nuevo Estadio de Malabo, Malabo Scheidsrechter: Janny Sikazwe (ZAM) |
| 20 januari Afrikaans kampioenschap Groep D № 516 «onderlinge duels» 19:00 uur | Sambou Yatabaré 71' |       | 84' Ambroise Oyongo | Nuevo Estadio de Malabo, Malabo Scheidsrechter: Janny Sikazwe (ZAM) |

|                                                                               |                        |       |                     |                                                                                           |
| 24 januari Afrikaans kampioenschap Groep D № 517 «onderlinge duels» 19:00 uur | Kameroen               | 1 – 1 | Guinee              | Nuevo Estadio de Malabo, Malabo Toeschouwers: 15.000 Scheidsrechter: Bamlak Tessema (ETH) |
| 24 januari Afrikaans kampioenschap Groep D № 517 «onderlinge duels» 19:00 uur | Benjamin Moukandjo 13' |       | 42' Ibrahima Traoré | Nuevo Estadio de Malabo, Malabo Toeschouwers: 15.000 Scheidsrechter: Bamlak Tessema (ETH) |

|                                                                               |          |                |           |                                                                                               |
| 28 januari Afrikaans kampioenschap Groep D № 518 «onderlinge duels» 18:00 uur | Kameroen | 0 – 1          | Ivoorkust | Nuevo Estadio de Malabo, Malabo Toeschouwers: 15.230 Scheidsrechter: Eric Otogo-Castana (GAB) |
| 28 januari Afrikaans kampioenschap Groep D № 518 «onderlinge duels» 18:00 uur |          | 36' Max Gradel |           | Nuevo Estadio de Malabo, Malabo Toeschouwers: 15.230 Scheidsrechter: Eric Otogo-Castana (GAB) |

|  |  |  |  |  |  |  |  |  |

|                                                               |           |                       |          |                                                                                        |
| 25 maart Vriendschappelijk № 519 «onderlinge duels» 18:00 uur | Indonesië | 0 – 1                 | Kameroen | Delta Putrastadion, Sidoarjo Toeschouwers: 5.000 Scheidsrechter: Dinh Dung Phung (VIE) |
| 25 maart Vriendschappelijk № 519 «onderlinge duels» 18:00 uur |           | 34' Vincent Aboubakar |          | Delta Putrastadion, Sidoarjo Toeschouwers: 5.000 Scheidsrechter: Dinh Dung Phung (VIE) |

|                                                               |                                                |       |                                                                  |                                                                                                |
| 30 maart Vriendschappelijk № 520 «onderlinge duels» 20:00 uur | Thailand                                       | 2 – 3 | Kameroen                                                         | Thunderdome Stadium, Pak Kret Toeschouwers: 4.300 Scheidsrechter: Hettikamkanamge Perera (SRI) |
| 30 maart Vriendschappelijk № 520 «onderlinge duels» 20:00 uur | Prakit Deeprom 15' Aurélien Chedjou 31' (e.d.) |       | 42' Benjamin Moukandjo 77' (pen.) Clinton N'Jie 88' Ngweni Ndasi | Thunderdome Stadium, Pak Kret Toeschouwers: 4.300 Scheidsrechter: Hettikamkanamge Perera (SRI) |

|                                                             |                                         |       |                                                           |                                                                                             |
| 6 juni Vriendschappelijk № 521 «onderlinge duels» 17:00 uur | Burkina Faso                            | 2 – 3 | Kameroen                                                  | Stade olympique Yves-du-Manoir, Parijs Toeschouwers: 500 Scheidsrechter: Ruddy Buquet (FRA) |
| 6 juni Vriendschappelijk № 521 «onderlinge duels» 17:00 uur | Préjuce Nakoulma 18' Aristide Bancé 39' |       | 35' Vincent Aboubakar 85' Clinton N'Jie 90' Clinton N'Jie | Stade olympique Yves-du-Manoir, Parijs Toeschouwers: 500 Scheidsrechter: Ruddy Buquet (FRA) |

|                                                             |                   |       |                  |                                                                                          |
| 9 juni Vriendschappelijk № 522 «onderlinge duels» 18:30 uur | Congo-Kinshasa    | 1 – 1 | Kameroen         | Stade Charles Tondreau, Bergen Toeschouwers: 5.000 Scheidsrechter: Nicolas Laforge (BEL) |
| 9 juni Vriendschappelijk № 522 «onderlinge duels» 18:30 uur | Jordan Botaka 11' |       | 39' Henri Bédimo | Stade Charles Tondreau, Bergen Toeschouwers: 5.000 Scheidsrechter: Nicolas Laforge (BEL) |

|                                                                         |                       |       |            |                                                                    |
| 14 juni Kwalificatie AK 2017 Groep M № 523 «onderlinge duels» 15:00 uur | Kameroen              | 1 – 0 | Mauritanië | Stade Ahmadou-Ahidjo, Yaoundé Scheidsrechter: Yakhouba Keita (GUI) |
| 14 juni Kwalificatie AK 2017 Groep M № 523 «onderlinge duels» 15:00 uur | Vincent Aboubakar 90' |       |            | Stade Ahmadou-Ahidjo, Yaoundé Scheidsrechter: Yakhouba Keita (GUI) |

|                                                                             |        |                       |          |                                                                           |
| 6 september Kwalificatie AK 2017 Groep M № 524 «onderlinge duels» 17:30 uur | Gambia | 0 – 1                 | Kameroen | Onafhankelijkheidsstadion, Bakau Scheidsrechter: Mohamed Said Kordi (TUN) |
| 6 september Kwalificatie AK 2017 Groep M № 524 «onderlinge duels» 17:30 uur |        | 65' Vincent Aboubakar |          | Onafhankelijkheidsstadion, Bakau Scheidsrechter: Mohamed Said Kordi (TUN) |

|                                                                 |                                                  |       |          |                                                                                           |
| 11 oktober Vriendschappelijk № 525 «onderlinge duels» 19:00 uur | Nigeria                                          | 3 – 0 | Kameroen | Edmond Machtensstadion, Brussel Toeschouwers: 2.000 Scheidsrechter: Jonathan Lardot (BEL) |
| 11 oktober Vriendschappelijk № 525 «onderlinge duels» 19:00 uur | Efe Ambrose 38' Moses Simon 60' Odion Ighalo 88' |       |          | Edmond Machtensstadion, Brussel Toeschouwers: 2.000 Scheidsrechter: Jonathan Lardot (BEL) |

|                                                                                   |          |       |                   |                                                                 |
| 18 oktober Kwalificatie CHAN 2016 Eerste ronde № 526 «onderlinge duels» 16:00 uur | Kameroen | 0 – 0 | Congo-Brazzaville | Stade Ahmadou-Ahidjo, Yaoundé Scheidsrechter: Denis Batte (UGA) |
| 18 oktober Kwalificatie CHAN 2016 Eerste ronde № 526 «onderlinge duels» 16:00 uur |          |       |                   | Stade Ahmadou-Ahidjo, Yaoundé Scheidsrechter: Denis Batte (UGA) |

|                                                                                   |                   |                 |          |                                                                  |
| 31 oktober Kwalificatie CHAN 2016 Eerste ronde № 527 «onderlinge duels» 15:30 uur | Congo-Brazzaville | 0 – 1           | Kameroen | Stade Ahmadou-Ahidjo, Yaoundé Scheidsrechter: Yves Roponat (GAB) |
| 31 oktober Kwalificatie CHAN 2016 Eerste ronde № 527 «onderlinge duels» 15:30 uur |                   | 72' Ronald Ngah |          | Stade Ahmadou-Ahidjo, Yaoundé Scheidsrechter: Yves Roponat (GAB) |

|                                                                                  |       |                                                         |          | |
| 13 november Kwalificatie WK 2018 Tweede ronde № 528 «onderlinge duels» 15:00 uur | Niger | 0 – 3                                                   | Kameroen | Stade General Seyni Kountche, Niamey Toeschouwers: 20.000 Scheidsrechter: Noureddine El Jaafari (MAR) |
| 13 november Kwalificatie WK 2018 Tweede ronde № 528 «onderlinge duels» 15:00 uur |       | 36' Stéphane Mbia 38' Vincent Aboubakar 40' Edgar Salli |          | Stade General Seyni Kountche, Niamey Toeschouwers: 20.000 Scheidsrechter: Noureddine El Jaafari (MAR) |

|                                                                                  |          |       |       |                                                                                      |
| 17 november Kwalificatie WK 2018 Tweede ronde № 529 «onderlinge duels» 14:00 uur | Kameroen | 0 – 0 | Niger | Stade Ahmadou-Ahidjo, Yaoundé Toeschouwers: 5.000 Scheidsrechter: Gehad Grisha (EGY) |
| 17 november Kwalificatie WK 2018 Tweede ronde № 529 «onderlinge duels» 14:00 uur |          |       |       | Stade Ahmadou-Ahidjo, Yaoundé Toeschouwers: 5.000 Scheidsrechter: Gehad Grisha (EGY) |

|                                                                  |       |                   |          |                                      |
| 23 december Vriendschappelijk № 530 «onderlinge duels» 15:00 uur | Niger | 0 – 1             | Kameroen | Stade General Seyni Kountche, Niamey |
| 23 december Vriendschappelijk № 530 «onderlinge duels» 15:00 uur |       | 77' Armel Ngondji |          | Stade General Seyni Kountche, Niamey |

### 2016
|                                                                |                       |       |                    |                                             |
| 6 januari Vriendschappelijk № 531 «onderlinge duels» 15:00 uur | Rwanda                | 1 – 1 | Kameroen           | Stade Umuganda, Gisenyi Toeschouwers: 5.000 |
| 6 januari Vriendschappelijk № 531 «onderlinge duels» 15:00 uur | Abdoul Rwatubyaye 42' |       | 56' Moumi Ngamaleu | Stade Umuganda, Gisenyi Toeschouwers: 5.000 |

| African Championship of Nations 2016 |
| ------------------------------------ |

|                                                                                       |        |                  |          |                                                                              |
| 17 januari African Championship of Nations Groep B № 532 «onderlinge duels» 17:00 uur | Angola | 0 – 1            | Kameroen | Stade Huye, Butare Toeschouwers: 8.000 Scheidsrechter: Mahamadou Keita (MLI) |
| 17 januari African Championship of Nations Groep B № 532 «onderlinge duels» 17:00 uur |        | 24' Yazid Atouba |          | Stade Huye, Butare Toeschouwers: 8.000 Scheidsrechter: Mahamadou Keita (MLI) |

|                                                                                       |          |       |          |                                                                            |
| 21 januari African Championship of Nations Groep B № 533 «onderlinge duels» 16:00 uur | Kameroen | 0 – 0 | Ethiopië | Stade Huye, Butare Toeschouwers: 7.500 Scheidsrechter: Denis Dembélé (CIV) |
| 21 januari African Championship of Nations Groep B № 533 «onderlinge duels» 16:00 uur |          |       |          | Stade Huye, Butare Toeschouwers: 7.500 Scheidsrechter: Denis Dembélé (CIV) |

|                                                                                       |                                                      |       |                      |                                                              |
| 25 januari African Championship of Nations Groep B № 534 «onderlinge duels» 16:00 uur | Kameroen                                             | 3 – 1 | Congo-Kinshasa       | Stade Huye, Butare Scheidsrechter: Hamada Nampiandraza (MAD) |
| 25 januari African Championship of Nations Groep B № 534 «onderlinge duels» 16:00 uur | Yazid Atouba 40' Moumi Ngamaleu 52' Samuel Nlend 64' |       | 47' Jean-Marc Makusu | Stade Huye, Butare Scheidsrechter: Hamada Nampiandraza (MAD) |

|                                                                                           |          |                                                              |           |                                                                           |
| 30 januari African Championship of Nations Kwartfinale № 535 «onderlinge duels» 16:00 uur | Kameroen | 0 – 3 (n.v.)                                                 | Ivoorkust | Stade Huye, Butare Toeschouwers: 4.000 Scheidsrechter: Joshua Bondo (BOT) |
| 30 januari African Championship of Nations Kwartfinale № 535 «onderlinge duels» 16:00 uur |          | 95' Koffi Davy Bouah 101' Djobo Hermann 112' Serge N'Guessan |           | Stade Huye, Butare Toeschouwers: 4.000 Scheidsrechter: Joshua Bondo (BOT) |

|  |  |  |  |  |  |  |  |  |

|                                                                          |                                          |       |                                      |                                                            |
| 26 maart Kwalificatie AK 2017 Groep M № 536 «onderlinge duels» 14:30 uur | Kameroen                                 | 2 – 2 | Zuid-Afrika                          | Stade de Limbé, Limbe Scheidsrechter: Bamlak Tessema (ETH) |
| 26 maart Kwalificatie AK 2017 Groep M № 536 «onderlinge duels» 14:30 uur | Sébastien Siani 45' Nicolas N'Koulou 66' |       | 17' Tokelo Rantie 50' Hlompho Kekana | Stade de Limbé, Limbe Scheidsrechter: Bamlak Tessema (ETH) |

|                                                                          |             |       |          |                                                              |
| 29 maart Kwalificatie AK 2017 Groep M № 537 «onderlinge duels» 18:00 uur | Zuid-Afrika | 0 – 0 | Kameroen | Moses Mabhidastadion, Durban Scheidsrechter: Juste Zio (BUR) |
| 29 maart Kwalificatie AK 2017 Groep M № 537 «onderlinge duels» 18:00 uur |             |       |          | Moses Mabhidastadion, Durban Scheidsrechter: Juste Zio (BUR) |

|                                                             |                                                         |       |                                                    |                                                                                          |
| 30 mei Vriendschappelijk № 538 «onderlinge duels» 20:00 uur | Frankrijk                                               | 3 – 2 | Kameroen                                           | Stade de la Beaujoire, Nantes Toeschouwers: 37.000 Scheidsrechter: Simon Lee Evans (WAL) |
| 30 mei Vriendschappelijk № 538 «onderlinge duels» 20:00 uur | Blaise Matuidi 20' Olivier Giroud 41' Dimitri Payet 90' |       | 22' Vincent Aboubakar 87' Eric Maxim Choupo-Moting | Stade de la Beaujoire, Nantes Toeschouwers: 37.000 Scheidsrechter: Simon Lee Evans (WAL) |

|                                                                        |            |                 |          |                                                                       |
| 3 juni Kwalificatie AK 2017 Groep M № 539 «onderlinge duels» 18:00 uur | Mauritanië | 0 – 1           | Kameroen | Stade Olympique, Nouakchott Scheidsrechter: Hamada Nampiandraza (MAD) |
| 3 juni Kwalificatie AK 2017 Groep M № 539 «onderlinge duels» 18:00 uur |            | 31' Edgar Salli |          | Stade Olympique, Nouakchott Scheidsrechter: Hamada Nampiandraza (MAD) |

|                                                                             |                                                    |       |        |                                                            |
| 3 september Kwalificatie AK 2017 Groep M № 540 «onderlinge duels» 18:00 uur | Kameroen                                           | 2 – 0 | Gambia | Stade de Limbé, Limbe Scheidsrechter: Joseph Lamptey (GHA) |
| 3 september Kwalificatie AK 2017 Groep M № 540 «onderlinge duels» 18:00 uur | Benjamin Moukandjo 35' (pen.) Karl Toko Ekambi 53' |       |        | Stade de Limbé, Limbe Scheidsrechter: Joseph Lamptey (GHA) |

|                                                                  |                                   |       |                  |                                                                                  |
| 6 september Vriendschappelijk № 541 «onderlinge duels» 18:00 uur | Kameroen                          | 2 – 1 | Gabon            | Stade de Limbé, Limbe Toeschouwers: 10.000 Scheidsrechter: Messie Nkounkou (CGO) |
| 6 september Vriendschappelijk № 541 «onderlinge duels» 18:00 uur | Anatole Abang 65' Edgar Salli 90' |       | 75' Guélor Kanga | Stade de Limbé, Limbe Toeschouwers: 10.000 Scheidsrechter: Messie Nkounkou (CGO) |

|                                                                           |                    |       |                        |                                                                     |
| 9 oktober Kwalificatie WK 2018 Groep B № 542 «onderlinge duels» 20:30 uur | Algerije           | 1 – 1 | Kameroen               | Mustapha Tchakerstadion, Blida Scheidsrechter: Daniel Bennett (RSA) |
| 9 oktober Kwalificatie WK 2018 Groep B № 542 «onderlinge duels» 20:30 uur | El Arbi Soudani 7' |       | 24' Benjamin Moukandjo | Mustapha Tchakerstadion, Blida Scheidsrechter: Daniel Bennett (RSA) |

|                                                                             |                              |       |                     |                                                             |
| 12 november Kwalificatie WK 2018 Groep B № 543 «onderlinge duels» 15:00 uur | Kameroen                     | 1 – 1 | Zambia              | Stade de Limbé, Limbe Scheidsrechter: Malang Diedhiou (SEN) |
| 12 november Kwalificatie WK 2018 Groep B № 543 «onderlinge duels» 15:00 uur | Vincent Aboubakar 45' (pen.) |       | 34' Collins Mbesuma | Stade de Limbé, Limbe Scheidsrechter: Malang Diedhiou (SEN) |

### 2017
|                                                                |                                            |       |                |                                                                                         |
| 5 januari Vriendschappelijk № 544 «onderlinge duels» 13:30 uur | Kameroen                                   | 2 – 0 | Congo-Kinshasa | Stade Ahmadou-Ahidjo, Yaoundé Toeschouwers: 8.000 Scheidsrechter: Antoine Essouma (CMR) |
| 5 januari Vriendschappelijk № 544 «onderlinge duels» 13:30 uur | Ambroise Oyongo 53' Christian Bassogog 64' |       |                | Stade Ahmadou-Ahidjo, Yaoundé Toeschouwers: 8.000 Scheidsrechter: Antoine Essouma (CMR) |

|                                                                 |                               |       |                  |                                                                                          |
| 10 januari Vriendschappelijk № 545 «onderlinge duels» 17:00 uur | Kameroen                      | 1 – 1 | Zimbabwe         | Stade Ahmadou-Ahidjo, Yaoundé Toeschouwers: 11.000 Scheidsrechter: Aurélien Wandji (CMR) |
| 10 januari Vriendschappelijk № 545 «onderlinge duels» 17:00 uur | Benjamin Moukandjo 28' (pen.) |       | 14' Tendai Ndoro | Stade Ahmadou-Ahidjo, Yaoundé Toeschouwers: 11.000 Scheidsrechter: Aurélien Wandji (CMR) |

| Afrikaans kampioenschap |
| ----------------------- |

|                                                                               |                   |       |                        |                                                                  |
| 14 januari Afrikaans kampioenschap Groep A № 546 «onderlinge duels» 20:00 uur | Burkina Faso      | 1 – 1 | Kameroen               | Stade d'Angondjé, Libreville Scheidsrechter: Janny Sikazwe (ZAM) |
| 14 januari Afrikaans kampioenschap Groep A № 546 «onderlinge duels» 20:00 uur | Issoufou Dayo 75' |       | 35' Benjamin Moukandjo | Stade d'Angondjé, Libreville Scheidsrechter: Janny Sikazwe (ZAM) |

|                                                                               |                                                |       |               |                                                                     |
| 18 januari Afrikaans kampioenschap Groep A № 547 «onderlinge duels» 20:00 uur | Kameroen                                       | 2 – 1 | Guinee-Bissau | Stade d'Angondjé, Libreville Scheidsrechter: Youssef Essrayri (TUN) |
| 18 januari Afrikaans kampioenschap Groep A № 547 «onderlinge duels» 20:00 uur | Sébastien Siani 61' Michael Ngadeu-Ngadjui 78' |       | 13' Piqueti   | Stade d'Angondjé, Libreville Scheidsrechter: Youssef Essrayri (TUN) |

|                                                                               |          |       |       |                                                                   |
| 22 januari Afrikaans kampioenschap Groep A № 548 «onderlinge duels» 20:00 uur | Kameroen | 0 – 0 | Gabon | Stade d'Angondjé, Libreville Scheidsrechter: Daniel Bennett (RSA) |
| 22 januari Afrikaans kampioenschap Groep A № 548 «onderlinge duels» 20:00 uur |          |       |       | Stade d'Angondjé, Libreville Scheidsrechter: Daniel Bennett (RSA) |

|                                                                                   |                                                                  |              |                                                                                  |                                                                       |
| 28 januari Afrikaans kampioenschap Kwartfinale № 549 «onderlinge duels» 20:00 uur | Senegal                                                          | 0 – 0 (n.v.) | Kameroen                                                                         | Stade de Franceville, Franceville Scheidsrechter: Janny Sikazwe (ZAM) |
| 28 januari Afrikaans kampioenschap Kwartfinale № 549 «onderlinge duels» 20:00 uur |                                                                  |              |                                                                                  | Stade de Franceville, Franceville Scheidsrechter: Janny Sikazwe (ZAM) |
| 28 januari Afrikaans kampioenschap Kwartfinale № 549 «onderlinge duels» 20:00 uur | Strafschoppen                                                    |              |                                                                                  | Stade de Franceville, Franceville Scheidsrechter: Janny Sikazwe (ZAM) |
| 28 januari Afrikaans kampioenschap Kwartfinale № 549 «onderlinge duels» 20:00 uur | Kalidou Koulibaly Kara Mbodji Moussa Sow Henri Saivet Sadio Mané | 4 – 5        | Benjamin Moukandjo Ambroise Oyongo Adolphe Teikeu Jacques Zoua Vincent Aboubakar | Stade de Franceville, Franceville Scheidsrechter: Janny Sikazwe (ZAM) |

|                                                                                    |                                                     |       |       |                                                                        |
| 2 februari Afrikaans kampioenschap Halve finale № 550 «onderlinge duels» 20:00 uur | Kameroen                                            | 2 – 0 | Ghana | Stade de Franceville, Franceville Scheidsrechter: Bakary Gassama (GAM) |
| 2 februari Afrikaans kampioenschap Halve finale № 550 «onderlinge duels» 20:00 uur | Michael Ngadeu-Ngadjui 72' Christian Bassogog 90+3' |       |       | Stade de Franceville, Franceville Scheidsrechter: Bakary Gassama (GAM) |

|                                                                              |                    |       |                                           |                                                                                     |
| 5 februari Afrikaans kampioenschap Finale № 551 «onderlinge duels» 20:00 uur | Egypte             | 1 – 2 | Kameroen                                  | Stade l'Amitié, Libreville Toeschouwers: 38.250 Scheidsrechter: Janny Sikazwe (ZAM) |
| 5 februari Afrikaans kampioenschap Finale № 551 «onderlinge duels» 20:00 uur | Mohamed Elneny 22' |       | 60' Nicolas Nkoulou 89' Vincent Aboubakar | Stade l'Amitié, Libreville Toeschouwers: 38.250 Scheidsrechter: Janny Sikazwe (ZAM) |

|  |  |  |  |  |  |  |  |  |

|                                                               |                      |       |                                          |                                                                                           |
| 28 maart Vriendschappelijk № 552 «onderlinge duels» 19:00 uur | Kameroen             | 1 – 2 | Guinee                                   | Edmond Machtensstadion, Brussel Toeschouwers: 3.500 Scheidsrechter: Jonathan Lardot (BEL) |
| 28 maart Vriendschappelijk № 552 «onderlinge duels» 19:00 uur | Karl Toko Ekambi 31' |       | 21' Aboubacar Camara 45' François Kamano | Edmond Machtensstadion, Brussel Toeschouwers: 3.500 Scheidsrechter: Jonathan Lardot (BEL) |

|                                                                         |                       |       |         |                                                                                 |
| 10 juni Kwalificatie AK 2019 Groep B № 553 «onderlinge duels» 15:00 uur | Kameroen              | 1 – 0 | Marokko | Stade Mustapha Ben Jannet, Monastir Scheidsrechter: Bamlak Tessema Weyesa (ETH) |
| 10 juni Kwalificatie AK 2019 Groep B № 553 «onderlinge duels» 15:00 uur | Vincent Aboubakar 29' |       |         | Stade Mustapha Ben Jannet, Monastir Scheidsrechter: Bamlak Tessema Weyesa (ETH) |

|                                                              |          |                                                                      |          |                                                                          |
| 13 juni Vriendschappelijk № 554 «onderlinge duels» 20:30 uur | Kameroen | 0 – 4                                                                | Colombia | Coliseum Alfonso Pérez, Getafe Scheidsrechter: Alejandro Hernández (ESP) |
| 13 juni Vriendschappelijk № 554 «onderlinge duels» 20:30 uur |          | 16' James Rodríguez 30' Yerry Mina 52' Yerry Mina 85' José Izquierdo |          | Coliseum Alfonso Pérez, Getafe Scheidsrechter: Alejandro Hernández (ESP) |

| FIFA Confederations Cup 2017 |
| ---------------------------- |

|                                                                            |          |                                       |       |                                                                                   |
| 18 juni FIFA Confederations Cup Groep B № 555 «onderlinge duels» 21:00 uur | Kameroen | 0 – 2                                 | Chili | Otkrytieje Arena, Moskou Toeschouwers: 33.492 Scheidsrechter: Damir Skomina (SLO) |
| 18 juni FIFA Confederations Cup Groep B № 555 «onderlinge duels» 21:00 uur |          | 81' Arturo Vidal 90+1' Eduardo Vargas |       | Otkrytieje Arena, Moskou Toeschouwers: 33.492 Scheidsrechter: Damir Skomina (SLO) |

|                                                                            |                                  |       |                          |                                                                                               |
| 22 juni FIFA Confederations Cup Groep B № 556 «onderlinge duels» 18:00 uur | Kameroen                         | 1 – 1 | Australië                | Nieuwe Zenitstadion, Sint-Petersburg Toeschouwers: 35.021 Scheidsrechter: Milorad Mažić (SRB) |
| 22 juni FIFA Confederations Cup Groep B № 556 «onderlinge duels» 18:00 uur | André-Frank Zambo Anguissa 45+1' |       | 60' (pen.) Mark Milligan | Nieuwe Zenitstadion, Sint-Petersburg Toeschouwers: 35.021 Scheidsrechter: Milorad Mažić (SRB) |

|                                                                            |                                                    |       |                       |                                                                                          |
| 25 juni FIFA Confederations Cup Groep B № 557 «onderlinge duels» 18:00 uur | Duitsland                                          | 3 – 1 | Kameroen              | Olympisch Stadion Fisjt, Sotsji Toeschouwers: 30.230 Scheidsrechter: Wilmar Roldán (COL) |
| 25 juni FIFA Confederations Cup Groep B № 557 «onderlinge duels» 18:00 uur | Kerem Demirbay 48' Timo Werner 66' Timo Werner 81' |       | 78' Vincent Aboubakar | Olympisch Stadion Fisjt, Sotsji Toeschouwers: 30.230 Scheidsrechter: Wilmar Roldán (COL) |

|  |  |  |  |  |  |  |  |  |

|                                                                       |                      |       |          | |
| 12 augustus Kwalificatie CHAN 2018 № 558 «onderlinge duels» 15:00 uur | Sao Tomé en Principe | 0 – 0 | Kameroen | Estádio Nacional 12 de Julho, Sao Tomé Toeschouwers: onbekend Scheidsrechter: Kabanga Yannick Malala (COD) |
| 12 augustus Kwalificatie CHAN 2018 № 558 «onderlinge duels» 15:00 uur |                      |       |          | Estádio Nacional 12 de Julho, Sao Tomé Toeschouwers: onbekend Scheidsrechter: Kabanga Yannick Malala (COD) |

|                                                                       |                                     |       |                      |                                                                                    |
| 19 augustus Kwalificatie CHAN 2018 № 559 «onderlinge duels» 15:30 uur | Kameroen                            | 2 – 0 | Sao Tomé en Principe | Limbestadion, Limbe Toeschouwers: 200 Scheidsrechter: Kokou Ognankotan Ntale (TOG) |
| 19 augustus Kwalificatie CHAN 2018 № 559 «onderlinge duels» 15:30 uur | Armel Ngondji 53' Raphaël Bouli 60' |       |                      | Limbestadion, Limbe Toeschouwers: 200 Scheidsrechter: Kokou Ognankotan Ntale (TOG) |

|                                                                             |                                                                            |       |          |                                                                               |
| 1 september Kwalificatie WK 2018 Groep B № 560 «onderlinge duels» 17:00 uur | Nigeria                                                                    | 4 – 0 | Kameroen | Akwa Ibomstadion, Uyo Toeschouwers: 27.000 Scheidsrechter: Gehad Grisha (EGY) |
| 1 september Kwalificatie WK 2018 Groep B № 560 «onderlinge duels» 17:00 uur | Odion Ighalo 29' John Obi Mikel 42' Victor Moses 55' Kelechi Iheanacho 76' |       |          | Akwa Ibomstadion, Uyo Toeschouwers: 27.000 Scheidsrechter: Gehad Grisha (EGY) |

|                                                                             |                              |       |                 |                                                                                         |
| 4 september Kwalificatie WK 2018 Groep B № 561 «onderlinge duels» 18:00 uur | Kameroen                     | 1 – 1 | Nigeria         | Stade Ahmadou Ahidjo, Yaoundé Toeschouwers: 38.136 Scheidsrechter: Bakary Gassama (GAM) |
| 4 september Kwalificatie WK 2018 Groep B № 561 «onderlinge duels» 18:00 uur | Vincent Aboubakar 75' (pen.) |       | 30' Moses Simon | Stade Ahmadou Ahidjo, Yaoundé Toeschouwers: 38.136 Scheidsrechter: Bakary Gassama (GAM) |

|                                                                           |                                     |       |          |                                                                                           |
| 7 oktober Kwalificatie WK 2018 Groep B № 562 «onderlinge duels» 17:00 uur | Kameroen                            | 2 – 0 | Algerije | Stade Ahmadou Ahidjo, Yaoundé Toeschouwers: 35.000 Scheidsrechter: Youssef Essrayri (TUN) |
| 7 oktober Kwalificatie WK 2018 Groep B № 562 «onderlinge duels» 17:00 uur | Clinton N'Jie 25' Franck Pangop 88' |       |          | Stade Ahmadou Ahidjo, Yaoundé Toeschouwers: 35.000 Scheidsrechter: Youssef Essrayri (TUN) |

|                                                                             |                                 |       |                                                |                                                                                        |
| 11 november Kwalificatie WK 2018 Groep B № 563 «onderlinge duels» 15:00 uur | Zambia                          | 2 – 2 | Kameroen                                       | Levy Mwanawasastadion, Ndola Toeschouwers: 20.000 Scheidsrechter: Rédouane Jiyed (MAR) |
| 11 november Kwalificatie WK 2018 Groep B № 563 «onderlinge duels» 15:00 uur | Patson Daka 25' Brian Mwila 64' |       | 30' André-Frank Zambo Anguissa 90' Banana Yaya | Levy Mwanawasastadion, Ndola Toeschouwers: 20.000 Scheidsrechter: Rédouane Jiyed (MAR) |

### 2018
|                                                                                       |          |                            |                   |                                                        |
| 16 januari African Championship of Nations Groep D № 564 «onderlinge duels» 19:30 uur | Kameroen | 0 – 1                      | Congo-Brazzaville | Stade Adrar, Agadir Scheidsrechter: Gehad Grisha (EGY) |
| 16 januari African Championship of Nations Groep D № 564 «onderlinge duels» 19:30 uur |          | 73' (pen.) Junior Makiesse |                   | Stade Adrar, Agadir Scheidsrechter: Gehad Grisha (EGY) |

|                                                                                       |                                |       |          |                                                            |
| 20 januari African Championship of Nations Groep D № 565 «onderlinge duels» 16:30 uur | Angola                         | 1 – 0 | Kameroen | Stade Adrar, Agadir Scheidsrechter: Maguette N'Diaye (SEN) |
| 20 januari African Championship of Nations Groep D № 565 «onderlinge duels» 16:30 uur | Ricardo Job Estévão 30' (pen.) |       |          | Stade Adrar, Agadir Scheidsrechter: Maguette N'Diaye (SEN) |

|                                                                                       |                          |       |                       |                                                              |
| 24 januari African Championship of Nations Groep D № 566 «onderlinge duels» 19:00 uur | Burkina Faso             | 1 – 1 | Kameroen              | Stade Ibn Batouta, Tanger Scheidsrechter: Victor Gomes (RSA) |
| 24 januari African Championship of Nations Groep D № 566 «onderlinge duels» 19:00 uur | Mohamed Sydney Sylla 42' |       | 52' Patrick Moussombo | Stade Ibn Batouta, Tanger Scheidsrechter: Victor Gomes (RSA) |

|                                                               |                       |       |                                                                     |                                                                                        |
| 25 maart Vriendschappelijk № 567 «onderlinge duels» 18:30 uur | Koeweit               | 1 – 3 | Kameroen                                                            | Jaber Al-Ahmadstadion, Koeweit Toeschouwers: 4.500 Scheidsrechter: Adel Al-Naqbi (UAE) |
| 25 maart Vriendschappelijk № 567 «onderlinge duels» 18:30 uur | Yaqoub Al-Tararwa 61' |       | 11' Vincent Aboubakar 16' Christian Bassogog 57' Christian Bassogog | Jaber Al-Ahmadstadion, Koeweit Toeschouwers: 4.500 Scheidsrechter: Adel Al-Naqbi (UAE) |

|                                                             |          |                     |              |                                                                    |
| 27 mei Vriendschappelijk № 568 «onderlinge duels» 16:00 uur | Kameroen | 0 – 1               | Burkina Faso | Stade Pierre Brisson, Beauvais Scheidsrechter: Benoît Millot (FRA) |
| 27 mei Vriendschappelijk № 568 «onderlinge duels» 16:00 uur |          | 64' Bertrand Traoré |              | Stade Pierre Brisson, Beauvais Scheidsrechter: Benoît Millot (FRA) |

|                                                                     |                             |       |                      |                                                                             |
| 8 september Kwalificatie AK 2019 № 569 «onderlinge duels» 21:00 uur | Comoren                     | 1 – 1 | Kameroen             | Said Mohamed Cheikh Stadion, Mitsamiouli Scheidsrechter: Gehad Grisha (EGY) |
| 8 september Kwalificatie AK 2019 № 569 «onderlinge duels» 21:00 uur | El Fardou Ben Nabouhane 15' |       | Stéphane Bahoken 80' | Said Mohamed Cheikh Stadion, Mitsamiouli Scheidsrechter: Gehad Grisha (EGY) |

|                                                                   |                              |       |        |                                                                        |
| 12 oktober Kwalifictie EK 2020 № 570 «onderlinge duels» 15:30 uur | Kameroen                     | 1 – 0 | Malawi | Ahmadou Ahidjo Stadion, Yaoundé Scheidsrechter: Youssef Essrayri (TUN) |
| 12 oktober Kwalifictie EK 2020 № 570 «onderlinge duels» 15:30 uur | Eric Maxim Choupo-Moting 63' |       |        | Ahmadou Ahidjo Stadion, Yaoundé Scheidsrechter: Youssef Essrayri (TUN) |

|                                                                    |        |       |          |                                                            |
| 16 oktober Kwalificatie EK 2020 № 571 «onderlinge duels» 14:30 uur | Malawi | 0 – 0 | Kameroen | Kamazustadion, Blantyre Scheidsrechter: Victor Gomes (RSA) |
| 16 oktober Kwalificatie EK 2020 № 571 «onderlinge duels» 14:30 uur |        |       |          | Kamazustadion, Blantyre Scheidsrechter: Victor Gomes (RSA) |

|                                                                     |                       |       |          |                                                                       |
| 16 november Kwalificatie AK 2019 № 572 «onderlinge duels» 20:00 uur | Marokko               | 2 – 0 | Kameroen | Stade Mohammed V, Casablanca Scheidsrechter: Eric Otogo-Castane (GAB) |
| 16 november Kwalificatie AK 2019 № 572 «onderlinge duels» 20:00 uur | Hakim Ziyech 54', 66' |       |          | Stade Mohammed V, Casablanca Scheidsrechter: Eric Otogo-Castane (GAB) |

### 2019
|                                                                  |                                                                       |       |         |                                                                      |
| 23 maart Kwalificatie AK 2019 № 573 «onderlinge duels» 16:00 uur | Kameroen                                                              | 3 – 0 | Comoren | Ahmadou Ahidjo Stadion, Yaoundé Scheidsrechter: Bakary Gassama (GAM) |
| 23 maart Kwalificatie AK 2019 № 573 «onderlinge duels» 16:00 uur | Eric Maxim Choupo-Moting 37' Christian Bassogog 53' Clinton N'Jie 89' |       |         | Ahmadou Ahidjo Stadion, Yaoundé Scheidsrechter: Bakary Gassama (GAM) |

|                                                             |                                                 |       |                   |                                       |
| 9 juni Vriendschappelijk № 574 «onderlinge duels» 18:30 uur | Kameroen                                        | 2 – 1 | Zambia            | Cerro del Espino Stadion, Majadahonda |
| 9 juni Vriendschappelijk № 574 «onderlinge duels» 18:30 uur | Paul-Georges Ntep 2' Diederrick Joel Tagueu 71' |       | Mwape Musonda 77' | Cerro del Espino Stadion, Majadahonda |

| Afrikaans kampioenschap 2019 |
| ---------------------------- |

|                                                                        |                                      |       |               |                                                                                               |
| 25 juni Afrikaans kampioenschap Group F № «onderlinge duels» 19:00 uur | Kameroen                             | 2 – 0 | Guinee-Bissau | Stadion van Ismaïlia, Ismaïlia Toeschouwers: 5.983 Scheidsrechter: Nourddine El Jaafari (MAR) |
| 25 juni Afrikaans kampioenschap Group F № «onderlinge duels» 19:00 uur | Yaya Banana 66' Stéphane Bahoken 69' |       |               | Stadion van Ismaïlia, Ismaïlia Toeschouwers: 5.983 Scheidsrechter: Nourddine El Jaafari (MAR) |

|                                                                       |       |       |          |                                                                                       |
| 2 juli Afrikaans kampioenschap Group F № «onderlinge duels» 18:00 uur | Benin | 0 – 0 | Kameroen | Stadion van Ismaïlia, Ismaïlia Toeschouwers: 14.120 Scheidsrechter: Sadok Selmi (TUN) |
| 2 juli Afrikaans kampioenschap Group F № «onderlinge duels» 18:00 uur |       |       |          | Stadion van Ismaïlia, Ismaïlia Toeschouwers: 14.120 Scheidsrechter: Sadok Selmi (TUN) |

FCF · A-internationals · Selecties · Bondscoaches · Statistieken · Kameroens vrouwenelftal · Kameroen U21 · Kameroen U20 · Kameroen U19 · Kameroen U18 · Kameroen U17
1960 – 1969 · 
1970 – 1979 · 
1980 – 1989 · 
1990 – 1999 · 
2000 – 2009 · 
2010 – 2019 ·
2020 − 2029
CC 2001 · 
CC 2003
WK 1982 · 
WK 1990 · 
WK 1994 · 
WK 1998 · 
WK 2002 · 
WK 2010 · 
WK 2014 ·
WK 2022
OS 1984 · 
OS 2000 · 
OS 2008
1961 · 
1960 · 
1961 · 
1962 · 
1963 · 
1964 · 
1965 · 
1966 · 
1967 · 
1968 · 
1969 · 
1970 · 
1971 · 
1972 · 
1973 · 
1974 · 
1975 · 
1976 · 
1977 · 
1978 · 
1979 · 
1980 · 
1981 · 
1982 · 
1983 · 
1984 · 
1985 · 
1986 · 
1987 · 
1988 · 
1989 · 
1990 · 
1991 · 
1992 · 
1993 · 
1994 · 
1995 · 
1996 · 
1997 · 
1998 · 
1999 · 
2000 · 
2001 · 
2002 · 
2003 · 
2004 · 
2005 · 
2006 · 
2007 · 
2008 · 
2009 · 
2010 · 
2011 · 
2012 · 
2013 ·
2014 ·
2015 ·
2016 ·
2017 ·
2018 ·
2019 ·
2020 ·
2021 ·
2022
Albanië ·
Algerije ·
Angola ·
Argentinië ·
Australië ·
Benin ·
Bolivia ·
Brazilië ·
Bulgarije ·
Burkina Faso ·
Burundi ·
Canada ·
Centraal-Afrikaanse Republiek ·
Chili ·
Colombia ·
Comoren ·
Congo-Brazzaville ·
Congo-Kinshasa ·
Costa Rica ·
Cuba ·
Denemarken ·
Duitsland ·
Egypte ·
Engeland ·
Equatoriaal-Guinea ·
Eritrea ·
Ethiopië ·
Finland ·
Frankrijk ·
Gabon ·
Gambia ·
Georgië ·
Ghana ·
Griekenland ·
Guinee ·
Guinee-Bissau ·
Ierland ·
India ·
Indonesië ·
Iran ·
Italië ·
Ivoorkust ·
Jamaica ·
Japan ·
Kaapverdië ·
Kenia ·
Koeweit ·
Kroatië ·
Lesotho ·
Liberia ·
Libië ·
Luxemburg ·
Madagaskar ·
Malawi ·
Mali ·
Marokko ·
Mauritanië ·
Mauritius ·
Mexico ·
Moldavië · 
Mozambique ·
Namibië ·
Nederland ·
Niger ·
Nigeria ·
Noord-Macedonië ·
Noorwegen ·
Oeganda ·
Oekraïne ·
Oezbekistan ·
Oostenrijk ·
Panama ·
Paraguay ·
Peru ·
Polen ·
Portugal ·
Roemenië ·
Rusland ·
Rwanda ·
Saoedi-Arabië ·
Sao Tomé en Principe ·
Senegal ·
Servië ·
Sierra Leone ·
Slowakije ·
Soedan ·
Somalië ·
Sovjet-Unie ·
Swaziland ·
Tanzania ·
Thailand · 
Togo ·
Tsjaad ·
Tunesië ·
Turkije ·
Verenigde Staten ·
Zambia ·
Zimbabwe ·
Zuid-Afrika ·
Zuid-Korea ·
Zuid-Soedan ·
Zweden ·
Zwitserland
Brazilië (2014) · 
Brazilië (2022) · 
Denemarken (2010) · 
Egypte (2017) ·
Frankrijk (2003) · 
Italië (1982) · 
Japan (2010) · 
Kroatië (2014) · 
Mexico (2014) ·
Nederland (2010) · 
Peru (1982) · 
Polen (1982) · 
Servië (2022)
AFC-zone: Afghanistan · Australië · Bahrein · Bangladesh · Bhutan · Brunei · Cambodja · China · Chinees Taipei · Filipijnen · Guam · Hongkong · India · Indonesië · Iran · Irak · Japan · Jemen · Jordanië · Koeweit · Kirgizië · Laos · Libanon · Macau · Maleisië · Maldiven · Mongolië · Myanmar · Nepal · Noord-Korea · Oezbekistan · Oman · Oost-Timor · Pakistan · Palestina · Qatar · Saoedi-Arabië · Singapore · Sri Lanka · Syrië · Tadjikistan · Thailand · Turkmenistan · Verenigde Arabische Emiraten · Vietnam · Zuid-Korea

CAF-zone: Algerije · Angola · Benin · Botswana · Burkina Faso · Burundi · Centraal-Afrikaanse Republiek · Comoren · Congo-Brazzaville · Congo-Kinshasa · Djibouti · Egypte · Equatoriaal-Guinea · Eritrea · Ethiopië · Gabon · Gambia · Ghana · Guinee · Guinee-Bissau · Ivoorkust · Kaapverdië · Kameroen · Kenia · Lesotho · Liberia · Libië · Madagaskar · Malawi · Mali · Mauritanië · Mauritius · Marokko · Mozambique · Namibië · Niger · Nigeria · Oeganda · Rwanda · Sao Tomé en Principe · Senegal · Seychellen · Sierra Leone · Soedan · Somalië · Swaziland · Tanzania · Togo · Tsjaad · Tunesië · Zambia · Zimbabwe · Zuid-Afrika · Zuid-Soedan 

CONCACAF-zone: Amerikaanse Maagdeneilanden · Anguilla · Antigua en Barbuda · Aruba · Bahama's · Barbados · Belize · Bermuda · Britse Maagdeneilanden · Canada · Kaaimaneilanden · Costa Rica · Cuba · Curaçao · Dominica · Dominicaanse Republiek · El Salvador · Frans Guyana · Grenada · Guadeloupe · Guatemala · Guyana · Haïti · Honduras · Jamaica · Martinique · Mexico · Montserrat · 
Nicaragua · Panama · Puerto Rico · Saint Kitts en Nevis · Saint Lucia · Saint Vincent en de Grenadines · Sint Maarten · Suriname · Trinidad en Tobago · Turks- en Caicoseilanden · Verenigde Staten

CONMEBOL-zone: Argentinië · Bolivia · Brazilië · Chili · Colombia · Ecuador · Paraguay · Peru · Uruguay · Venezuela

OFC-zone: Amerikaans-Samoa · Cookeilanden · Fiji · Nieuw-Caledonië · Nieuw-Zeeland · Papoea-Nieuw-Guinea · Samoa · Salomoneilanden · Tahiti · Tonga · Vanuatu

UEFA-zone: Albanië · Andorra · Armenië · Azerbeidzjan · België · Bosnië en Herzegovina · Bulgarije · Cyprus · Denemarken · Duitsland · Engeland · Estland · Faeröer · Finland · Frankrijk · Georgië · Gibraltar · Griekenland · Hongarije · IJsland · Ierland · Israël · Italië · Kazachstan · Kosovo · Kroatië · Letland · Liechtenstein · Litouwen · Luxemburg · Macedonië · Malta · Moldavië · Montenegro · Nederland · Noord-Ierland · Noorwegen · Oekraïne · Oostenrijk · Polen · Portugal · Roemenië · Rusland · San Marino · Schotland · Servië · Slovenië · Slowakije · Spanje · Tsjechië · Turkije · Wales · Wit-Rusland · Zweden · Zwitserland